# Joe Crabtree

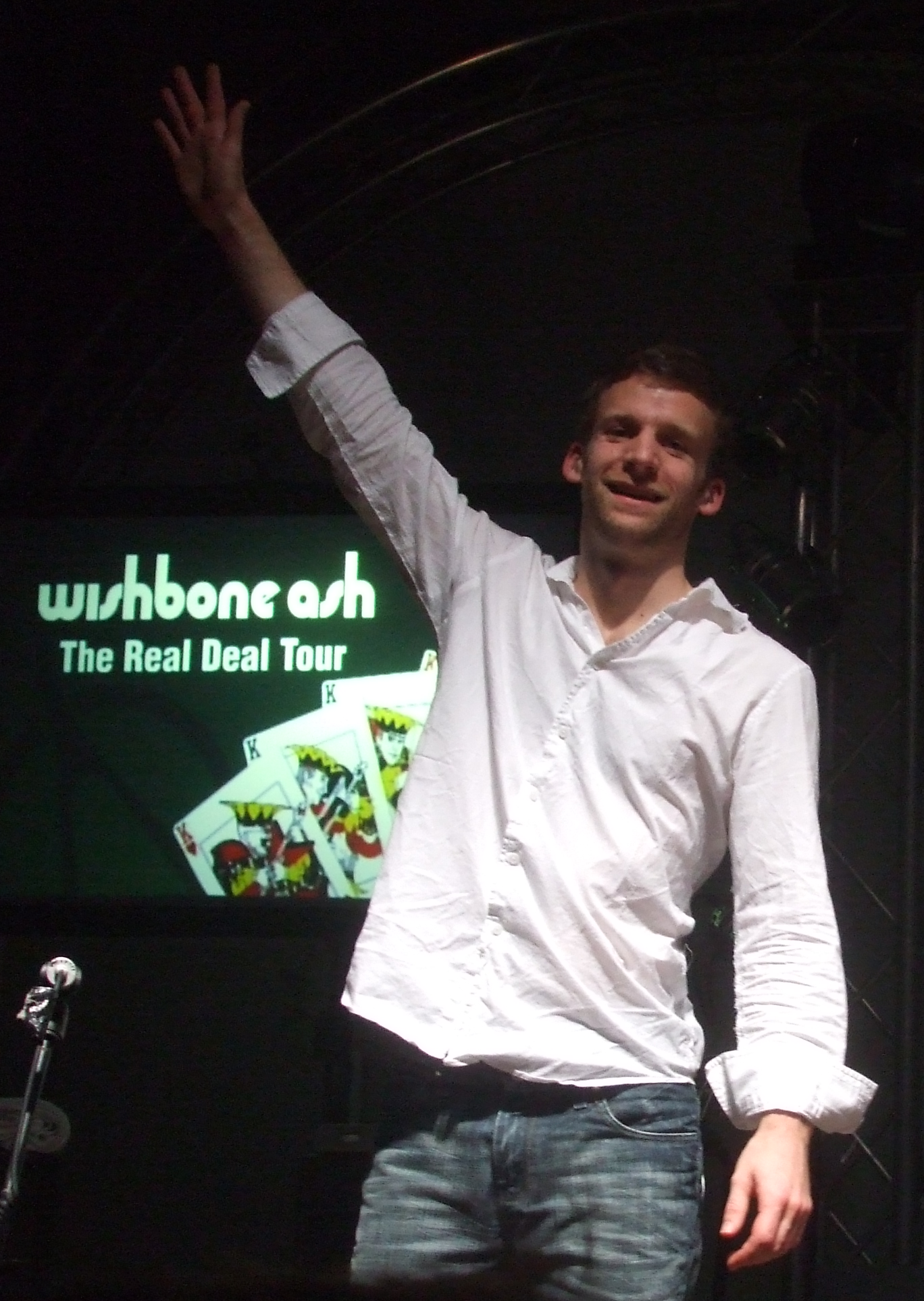
Crabtree in 2009

Joe Crabtree (21 september 1979) is een Brits drummer.
In eerste instantie studeerde Crabtree natuurkunde aan de Universiteit van Durham. Hij speelde inmiddels mee op albums van David Cross (ex-King Crimson 2004-2006), Pendragon (2005-2007) en Wishbone Ash (2007-heden). Wishbone Ash toert nog regelmatig, maar Crabtree vindt nog steeds tijd om les te geven aan de School of Music in Guildford. Hij biedt ook drumlessen per internet aan en is bezig met allerlei zaken op elektronisch gebied om zijn drumwerk te kunnen blijven uitoefenen. 

## Discografie
- Pendragon: Past and Present (2006)
- David Cross: Alive in the Underworld (2008)
- Wishbone Ash: The Power of Eternity (2007)
- Wishbone Ash: Argus: Then again live (2008)
- Wishbone Ash: Wishbone Ash Live in London (2009)